# Pseudorhadinorhynchus markewitchi
Pseudorhadinorhynchus markewitchi är en hakmaskart som beskrevs av Achmerov, et al 1941. Pseudorhadinorhynchus markewitchi ingår i släktet Pseudorhadinorhynchus och familjen Illiosentidae. Inga underarter finns listade i Catalogue of Life.